# Licania hitchcockii
Licania hitchcockii är en tvåhjärtbladig växtart som beskrevs av Bassett Maguire. Licania hitchcockii ingår i släktet Licania och familjen Chrysobalanaceae. Inga underarter finns listade i Catalogue of Life.